# Le Jeune Patriote
Cet article possède un paronyme, voir Jeunes patriotes.
Le Jeune Patriote, publié par l'Union de la jeunesse républicaine de France (UJRF), est d'abord un journal militant lié à certains mouvements résistants communistes qui publie quelques bandes dessinées. Au total 42 numéros seront publiés entre 1942 et 1945 (une première série de 12, suivie d'une seconde série de 30).
Remarque : La première série est sous forme de tracts. Sur le site Gallica, on ne trouve que 6 numéros dont le dernier consultable est le 12 du 14 juillet 1944, mais rien ne prouve qu'il n'y en a eu que 12. Car le numéro 1 de la seconde série débute le 13 octobre 1944.

## Histoire
Au début, le siège de la rédaction est situé au 19, rue Saint-Georges à Paris, dans le 9e arrondissement de Paris.
Le gérant provisoire est Denis Bord.
Le comité directeur comprend des personnalités de l’époque :
- Rol-Tanguy
- Ginette Cros
- Julien Bertheau
- André Ambroise

Les seuls illustrateurs sont alors :
- E. Georg
- Cheg D’Avon
- Vincent Guignebert

Ce journal a connu deux périodes différentes d'édition :
- Pendant la première période, de 1942 à 1944, 12 numéros ont été publiés, numérotés de 1 à 12.

Le numéro 1 est daté de janvier 1942. Il ne comporte que deux pages sommairement dactylographiées sur une machine à écrire de l'époque. Les titres des différents articles peuvent sembler assez loin des centres d'intérêt des jeunes lecteurs : « Hitler aux abois recule sur tous les fronts », « 100 nouveaux otages assassinés », « Nouvelles de l'URSS ». Ensuite, à intervalles plus ou moins réguliers, 11 autres numéros comportant également deux pages chacun, seront imprimés, jusqu'au numéro 12, daté de juillet 1944. Ces 12 numéros, sur lesquels aucun prix de vente ne figure, circulaient clandestinement au sein de groupes de résistants. Voir le site Internet Gallica de la Bibliothèque Nationale de France pour visualiser quelques-uns de ces documents.
Remarque : La première série est sous forme de tracts. Sur le site Gallica, on ne trouve que 6 numéros dont le dernier consultable est le 12 du 14 juillet 1944, mais rien ne prouve qu'il n'y en a eu que 12 ??? Car le numéro 1 de la seconde série débute le 13 octobre 1944.
- Durant la seconde période, le journal sort de la clandestinité et, entre le 13 octobre 1944 et le mois de mai 1945, 30 numéros supplémentaires sont publiés sur les presses de l’imprimerie Raymond Seguin à Paris.

Il faut toutefois noter que la numérotation redémarre à 1 : en effet celui qui aurait dû porter le numéro 13 sera finalement édité sous le numéro 1. Ces 30 numéros comportaient 8 pages chacun et étaient vendus 3 Francs.
Le 1er juin 1945, le numéro 31 du Jeune Patriote prend le titre de Vaillant avec le sous-titre « Le Jeune Patriote », toujours bimensuel et sous la bannière de l'Union de la jeunesse républicaine de France (UJRF).

## Sources
- (fr) Hervé Cultru (préf. Richard Medioni), Vaillant, 1942-1969 la véritable histoire d'un journal mythique, Paris, Éditions Vaillant Collector, février 2006, 286 p., relié (ISBN 2-9519925-1-3).Histoire complète du journal (1942-1969) qui donna naissance à Pif Gadget.
- « Le jeune Patriote en 1944 », sur bdoubliees.com (consulté le 3 janvier 2009).
- « Résumé du journal Vaillant », sur lesanneesvaillant.fr (consulté le 3 janvier 2009).